# Ambasada Stanów Zjednoczonych w Kabulu
Ambasada Stanów Zjednoczonych w Kabulu (ang. The Embassy of the United States in Kabul, paszto ‏په کابل کې د افغانستان سفارت د‎) – dawna misja dyplomatyczna Stanów Zjednoczonych Ameryki w Islamskiej Republice Afganistanu.
Obecnie (2023) Stany Zjednoczone nie uznają faktycznie sprawującego władzę w Afganistanie rządu Islamskiego Emiratu Afganistanu, ani żadnego innego podmiotu, za legalny rząd Afganistanu.

## Historia
Stany Zjednoczone uznały niepodległość Afganistanu 26 lipca 1921, za prezydentury Warrena Hardinga. Stosunki dyplomatyczne nawiązano 4 maja 1935, gdy poseł Stanów Zjednoczonych w Teheranie William H. Hornibrook złożył listy uwierzytelniające władzom Królestwa Afganistanu. W kolejnych latach w Afganistanie akredytowani byli posłowie Stanów Zjednoczonych w Teheranie.
6 czerwca 1942 otworzono Poselstwo Stanów Zjednoczonych w Kabulu. 5 czerwca 1948 otrzymało ono status ambasady. 14 lutego 1979 został uprowadzony, a następnie zamordowany ambasador Stanów Zjednoczonych w Kabulu Adolph Dubs. Po tym wydarzeniu Stany Zjednoczone zaprzestały mianowania swoich ambasadorów w Kabulu, a placówką w kolejnych latach kierowali dyplomaci w randze chargé d'affaires. Ambasada działała podczas radzieckiej interwencji w Afganistanie, w czasie której Amerykanie wpierali antysowieckie grupy zbrojne. Wycofanie się sowietów z Afganistanu na początku 1989, spowodowało także konieczność zamknięcia amerykańskiej ambasady, z powodu obaw czy władze afgańskie będą w stanie zapewnić bezpieczeństwo dyplomatom. Placówka została zamknięta 30 stycznia 1989.

### Wojna w Afganistanie
7 października 2001 miała miejsce natowska inwazja na Afganistan pod przewodnictwem Stanów Zjednoczonych, która następnie przerodziła się w trwającą do 2021 wojnę w Afganistanie. 17 grudnia 2001 utworzono Biuro Łącznikowe Stanów Zjednoczonych w Kabulu, a 22 grudnia 2001 Stany Zjednoczone uznały nowe afgańskie władze. 17 stycznia 2002 w miejsce biura łącznikowego ponownie otwarto Ambasadę Stanów Zjednoczonych w Kabulu.
W 2002 powstały budynki tymczasowe placówki o wartości ponad 100 mln USD. W latach 2010–2016 siedziba ambasady została rozbudowana. Koszty budowy wyniosły 792,9 mln USD, przy planowanych wydatkach 511 mln USD. Ambasada kilkukrotnie była atakowana.
12 sierpnia 2021 w obliczu planów wycofania do końca miesiąca wojsk amerykańskich z Afganistanu oraz postępującej ofensywy talibów, zarządzono częściową ewakuacje personelu ambasady. Jednocześnie rzecznik Departamentu Stanu Stanów Zjednoczonych Ned Price stwierdził, że ambasada pozostaje otwarta i Amerykanie planują kontynuować pracę dyplomatyczną w Kabulu po wycofaniu wojsk. Na początku lipca 2021 w ambasadzie zatrudnionych było ok. 4000 osób, w tym ok. 1400 obywateli amerykańskich oraz afgańscy pracownicy. Od stycznia 2020 misja nie miała ambasadora.
15 sierpnia 2021, w dniu zajęcia Kabulu przez talibów, ambasada została ewakuowana na chroniony przez amerykańską armię Port Lotniczy im. Hamida Karzaia. 31 sierpnia 2021 amerykańscy dyplomaci opuścili Afganistan, a działalność ambasady została zawieszona.
Obecnie w Dosze, w Katarze, działa Zespół ds. Afganistanu, pod kierownictwem dyplomaty w randzie chargé d’affaires. 12 listopada 2021 podpisano porozumienie pomiędzy rządami Stanów Zjednoczonych i Kataru, na mocy którego od 31 grudnia 2021 za amerykańskie interesy w Afganistanie odpowiada Sekcja Interesów Amerykańskich Ambasady Kataru w Kabulu.

## Szefowie misji

### Posłowie Stanów Zjednoczonych
jeżeli nie zaznaczono inaczej w randzie posła
- William Harrison Hornibrook (1935 – 1936) poseł Stanów Zjednoczonych w Teheranie
- Louis Goethe Dreyfus Jr. (1941 – 1942) poseł Stanów Zjednoczonych w Teheranie
- Charles Wheeler Thayer (1942) chargé d’affaires
- Cornelius Van Hemert Engert (1942 – 1945)
- Ely Eliot Palmer (1945 – 1948)

### Ambasadorzy Stanów Zjednoczonych
jeżeli nie zaznaczono inaczej w randzie ambasadora
- Ely Eliot Palmer (1948)
- Louis Goethe Dreyfus Jr. (1949 – 1951)
- George Robert Merrell (1951 – 1952)
- Angus Ivan Ward (1952 – 1956)
- Sheldon Tibbetts Mills (1956 – 1959)
- Henry Alfred Byroade (1959 – 1962)
- John Milton Steeves (1962 – 1966)
- Robert Gerhard Neumann (1967 – 1973)
- Theodore Lyman Eliot Jr. (1973 – 1978)
- Adolph Dubs (1978 – 1979)
- J. Bruce Amstutz (1979 – 1980) chargé d’affaires
- Hawthorne Quinn Mills (1980 – 1982) chargé d’affaires
- Charles Franklin Dunbar (1982 – 1983) chargé d’affaires
- Edward Hurwitz (1983 – 1986) chargé d’affaires
- James Maurice Ealum (1986 – 1987) chargé d’affaires
- Jon David Glassman (1987 – 1989) chargé d’affaires
- ambasada zamknięta (1989 – 2002)
- Ryan Clark Crocker (2002) chargé d’affaires
- Robert Patrick John Finn (2002 – 2003)
- Zalmay Khalilzad (2003 – 2005)
- Ronald E. Neumann (2005 – 2007)
- William Braucher Wood (2007 – 2009)
- Karl Winfrid Eikenberry (2009 – 2011)
- Ryan Clark Crocker (2011 – 2012)
- James B. Cunningham (2012 – 2014)
- Peter Michael McKinley (2015 – 2016)
- John R. Bass (2017 – 2020)
- Ross L. Wilson (2020 – 2021)[11] chargé d’affaires
- ambasada zamknięta (2021 – nadal)[8]